# Communauté de communes du Perche vendômois
La communauté de communes du Perche Vendômois est une ancienne communauté de communes française, située dans le département de Loir-et-Cher.

## Géographie

### Situation
La communauté de communes appartient au Sud du Perche.

### Composition
Elle est composée des communes suivantes :
| Nom                    | Code Insee | Gentilé      | Superficie (km2) | Population (dernière pop. légale) | Densité (hab./km2) |
| ---------------------- | ---------- | ------------ | ---------------- | --------------------------------- | ------------------ |
| Droué (siège)          | 41075      | Drouésiens   | 24,04            | 990 (2014)                        | 41                 |
| Bouffry                | 41022      | Bofericiens  | 17,73            | 144 (2014)                        | 8,1                |
| Chauvigny-du-Perche    | 41048      |              | 23,43            | 227 (2014)                        | 9,7                |
| Fontaine-Raoul         | 41088      |              | 21,90            | 213 (2014)                        | 9,7                |
| La Chapelle-Vicomtesse | 41041      |              | 15,03            | 180 (2014)                        | 12                 |
| La Fontenelle          | 41089      | Fontenellois | 20,10            | 194 (2014)                        | 9,7                |
| Le Poislay             | 41179      | Poislaysiens | 15,89            | 194 (2014)                        | 12                 |
| Romilly                | 41193      |              | 14,90            | 180 (2014)                        | 12                 |
| Ruan-sur-Egvonne       | 41196      |              | 11,35            | 94 (2014)                         | 8,3                |
| Villebout              | 41277      | Villeboutois | 11,21            | 137 (2014)                        | 12                 |

## Historique
Au 1er janvier 2014, la Communauté de communes du Perche vendômois est dissoute et, par fusion avec la Communauté de communes du Haut Vendômois devient la Communauté de communes du Perche et Haut Vendômois

## Démographie
La communauté de communes du Perche vendômois rural comptait 2 658 habitants (population légale INSEE) au 1er janvier 2007. La densité de population est de 15,1 hab./km2.

### Évolution démographique
| 1968  | 1975  | 1982  | 1990  | 1999  | 2007  | 2011  | - | - |
| ----- | ----- | ----- | ----- | ----- | ----- | ----- | - | - |
| 3 539 | 3 307 | 3 039 | 2 905 | 2 719 | 2 658 | 2 645 | - | - |

## Politique communautaire

### Représentation

#### Présidents de la communauté de communes
| Période | Période  | Identité     | Étiquette | Qualité |
| ------- | -------- | ------------ | --------- | ------- |
|         | en cours | Yves Bertouy |           |         |

### Identité visuelle
|  | Logo de la Communauté de Communes |

## Pour approfondir

## Sources
- le splaf
- la base aspic